# احمد فرهاد مجیدی
احمد فرهاد مجیدی (زاده ۱۳۵۴ در هرات)، نماینده مردم هرات درمجلس نمایندگان افغانستان است.